# 코리에레 델로 스포르트 - 스타디오

《코리에레 델로 스포르트 - 스타디오》(이탈리아어: Corriere dello Sport – Stadio)는 이탈리아, 로마를 기반으로 하는 이탈리아의 스포츠 신문이다. 이탈리아 삼대 주요 스포츠 일간 신문사중 하나이며, 이탈리아 중부와 남부에서 가장 영향력이 있다.
1924년에 코리에레 델로 스포르트(Corriere dello Sport)라는 이름으로 세워졌다가, 1948년에 스타디오(Stadio)를 합병하여 현재에 이르게 됐다.